# Mirafra apiata
La alondra aplaudidora de El Cabo (Mirafra apiata) es una especie de ave paseriforme de la familia Alaudidae que habita en África austral. Su nombre deriva de una exhibición que realiza con las alas en vuelo. Anteriormente se consideraba conespecífica de la alondra aplaudidora oriental.
La alondra aplaudidora de El Cabo es una especie de herbazales abiertos y sabanas, además vive en el karoo, fynbos y los campos agrícolas en barbecho.

## Descripción
La alondra aplaudidora de El Cabo mide unos 15 cm de largo. El plumaje de sus partes superiores es gris, con el píleo pardo, mientras que sus partes las partes inferiores son de color castaño rojizo. Sin embargo la variedad M. (a.) majoriae suele tener todas las partes superiores de color pardo oscuro, pero las variedades individuales no siempre hacen posible la distinción con la subespecie nominal. 

## Comportamiento
La alondra aplaudidora es una especie evasiva, difícil de encontrar cuando no está realizando su exhibición de palmadas con las alas en vuelo. No es gregaria y los individuos suelen verse en el suelo de zonas secas alimentándose de semillas e insectos.